# Фрідріх Майнеке
Фрі́дріх Ма́йнеке (нім. Friedrich Meinecke, 30 жовтня 1862, Зальцведель, Саксонія — 6 лютого 1954, Західний Берлін) — німецький історик і філософ. Після закінчення Другої світової війни став першим ректором заснованого тоді Вільного університету Берліна (Західний Берлін).

## Життєпис
Дитинство та юність пройшли під впливом прусських та протестантських традицій. З 1882 р. вивчав германістику, історію та філософію в Бонні та Берліні; серед його вчителів були Дройзен та Дільтей. З 1887 р. — співробітник Державного архіву Пруссії. З 1901 р. — ординарний професор у Страсбурзі, у 1905–1914 рр. — у Фрайбурзі. У 1914 р. запрошений до Берліна, і в тому ж році став членом Прусської Академії наук. Спочатку консервативно-монархічна та націоналістична позиція Майнеке згодом набула ліберальних обрисів, у 1915 р. почав виступати за мир, також під час війни та після неї публікації Майнеке були спрямовані проти більшовизму та загрози Веймарській республіці з боку лівих та правих радикалів.
Послідовно виступав проти націонал-соціалізму, проте в рух активного опору не був залучений. Майнеке не поділяв грубого та зарозумілого націоналізму Гітлера, часто заявляючи про це на сторінках свого журналу. Це спричинило його відставку в 1935 р. з посад головного редактора та викладача університету.
Після розгрому Третього рейху Мейнеке у книзі «Німецька катастрофа» (1946) хоч і критикував багато сторін політичного курсу Гітлера та німецького імперіалізму, проте відстоював подвійну природу німецького духу — одночасно піднесеного й низинного, миролюбного й войовничого. «Високе й низьке боролося одне з одним, але низький початок здобув гору». Мейнеке критикував «низинний дегенеративний мілітаризм», що став інструментом Гітлера та його оточення. «Сподіяне Гітлером, — писав Мейнеке, — слід розглядати як виверження сатанінського почину в світовій історії».
У 1948 р. американська окупаційна влада призначила Мейнеке ректором нового Вільного університету в Західному Берліні, де він пропрацював до своєї смерті 6 лютого 1954 р.

## Ідейна спадщина
Праці Майнеке присвячені вивченню історії ідей, які він вважав за двигун історичного процесу. Його переважно цікавили дві теми: доля німецької нації у XVIII–XX ст. та проблеми сенсу історії. У книзі «Космополітизм та національна держава» (1908) він представив історію об'єднання Німеччини у вигляді розвитку ідеї національної держави. У цій праці Майнеке також запровадив поділ націй на культурні та політичні (die Staatsnationen), що справило величезний вплив на подальші дослідження етнонаціональних процесів у ХХ ст.
Поразка Німеччини в Першій світовій війні призвела Майнеке до відмови від традиційного йому уявлення про державу як втілення моральної ідеї («Ідея державного розуму в новій історії», 1924). Майнеке почав стверджувати, ніби в історії велику роль відіграє ірраціональний, «демонічний» початок. Бувши прихильником західного лібералізму та висловлюючись за союз із західними державами, він водночас був шанувальником прусського авторитарного правління та намагався у своїх працях звести докупи ці дві протилежні концепції. Після приходу Гітлера до влади вийшла велика теоретико-методологічна праця Майнеке «Виникнення історизму» (1936), у якому він підсумовував свої погляди на історичні явища як суто індивідуальні комплекси, не підпорядковані будь-яким об'єктивним закономірностям.
Його основні праці — «Виникнення історизму» («Entstehung des Historismus», 1936), збірка статей «Про історичний сенс і сенс історії» (1939) — знаходяться під впливом філософії життя В. Дільтея, неокантіанських концепцій Віндельбанда та Ріккерта (поділ наук на номотетичні та ідеографічні), а також філософських ідей Гете. Найважливішими елементами історизму він вважав «ідею індивідуальності» та «ідею розвитку»; відштовхуючись від «каузального» («зовнішнього», «механічного») пояснення, слід досягати «внутрішнього», «живого» розуміння, що включає фантазію, інтуїцію, відчуття, співчуття, любов. Говорячи про «примат духовної історії», Майнеке зараховував до неї не лише філософію та поезію, але й (спираючись на Л. Ранке) політичну історію. Розглядав «державу» й «народ» як індивідуальності особливого типу.
Майнеке вперше сформулював ряд положень західнонімецької історіографії — доктрину «тоталітаризму», глибокий ірраціоналізм, заперечення ідеї прогресу.

## Праці
- Weltbürgertum und Nationalstaat (1908)
- Werke, 9 Bde (1957—1979)